# Ciclón Eloise
El ciclón tropical Eloise fue el ciclón tropical más fuerte que afectó al país de Mozambique desde el ciclón Kenneth en 2019 y el segundo de tres ciclones tropicales consecutivos que afectaron a Mozambique en la temporada de ciclones en el suroeste del Índico de 2020-21. La séptima depresión tropical, la quinta tormenta con nombre y el segundo ciclón tropical de la temporada, los orígenes de Eloise se remontan a una perturbación en la parte central del suroeste de la cuenca del Océano Índico que se convirtió en depresión tropical el 16 de enero y se fortaleció en tormenta tropical el 17 de enero, aunque la tormenta tenía fuerza y organización limitadas. Al día siguiente, la tormenta entró en un ambiente más favorable y pronto se intensificó hasta convertirse en una tormenta tropical severa el 18 de enero. A última hora del 19 de enero, Eloise tocó tierra en el norte de Madagascar como una tormenta tropical moderada, trayendo consigo fuertes lluvias e inundaciones. La tormenta atravesó Madagascar y entró en el canal de Mozambique en las primeras horas del 21 de enero. Después de moverse hacia el suroeste a través del Canal de Mozambique durante 2 días adicionales, Eloise se fortaleció hasta convertirse en un ciclón equivalente a Categoría 1, debido a la baja cizalladura del viento y la altas temperaturas de la superficie del mar. A principios del 23 de enero, Eloise alcanzó su punto máximo como ciclón tropical equivalente a Categoría 2 en la escala Saffir-Simpson cuando el centro de la tormenta comenzó a moverse a tierra en Mozambique. Poco después, Eloise tocó tierra justo al norte de Beira, Mozambique , antes de debilitarse rápidamente. Posteriormente, Eloise se debilitó hasta convertirse en un remanente bajo sobre la tierra el 25 de enero, disipándose poco después.
Los preparativos para el avance de la tormenta tuvieron lugar en Madagascar antes de que Eloise tocara tierra y en muchos otros países africanos. Para Madagascar, se emitieron advertencias y alertas generalizadas a medida que la tormenta se acercaba al norte de Madagascar. En el caso de Mozambique, se pusieron en marcha altas alertas para las zonas centrales del país. Los socorristas humanitarios se prepararon para responder después de que pasaran las tormentas. El puerto de Beira también cerró durante unas 40 horas y se entregaron suministros limitados de artículos no alimentarios de emergencia. Muchas familias fueron refugiadas en tiendas de campaña en los centros de alojamiento y recibieron kits de alimentación, higiene y protección contra COVID-19. Los funcionarios de Zimbabue advirtieron sobre los barrancos y las inundaciones repentinas, que pueden causar daños a la infraestructura. Varias provincias del norte de Sudáfrica se esperaba que experimentaran fuertes lluvias, lo que provocó graves advertencias de riesgo para ellos. Los equipos de gestión de desastres se pusieron en alerta máxima antes de la tormenta.
Se produjeron inundaciones extremas en todo el centro de Mozambique, y muchas áreas se inundaron debido a las fuertes lluvias continuas semanas antes de la llegada de Eloise a tierra. Más de 100.000 personas han sido desplazadas y las represas se encuentran en un punto de inflexión. La infraestructura se ha visto seriamente afectada. Aproximadamente 100.000 personas fueron evacuadas el 23 de enero, aunque se espera que el número aumente a 400.000. Las inundaciones y los daños han sido menos de lo que se temía. Los refugios débiles establecidos para el ciclón fueron dañados o destruidos. Beira se inundó por completo y los impactos fueron comparables a los del ciclón Idai., aunque fueron mucho menos graves. Las tierras de cultivo también resultaron dañadas. Se enviaron equipos para evaluar el daño y repararlo. Se han confirmado 27 muertes, 1 en Madagascar, 11 en Mozambique, tres en Zimbabue, 10 en Sudáfrica y 2 en Suazilandia. Actualmente faltan once personas más. Se estima que los daños actuales de la tormenta superan los $ 10 millones (2021 USD) en el sur de África.

## Historia meteorológica

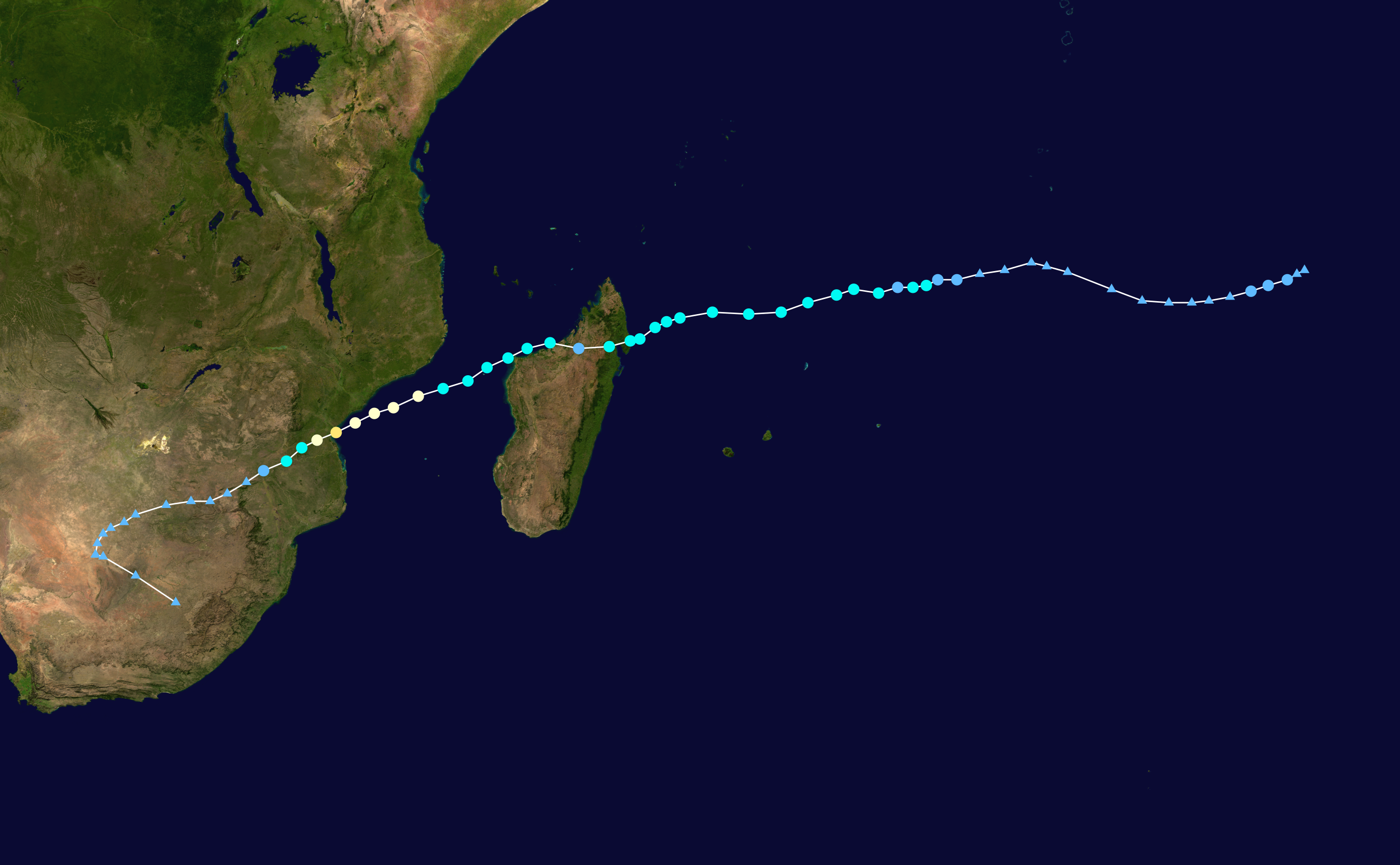
Recorrido con intervalo de 6 horas

El 14 de enero, se formó una zona de alteraciones del tiempo sobre el centro del Océano Índico meridional al este de otro sistema y se organizó gradualmente mientras se desplazaba hacia el oeste. El 16 de enero, el sistema se organizó en una depresión tropical. Con la presencia de convección profunda persistente, el sistema finalmente se fortaleció en la Tormenta Tropical Moderada Eloise el 17 de enero. Inicialmente, Eloise luchó por fortalecerse aún más de la presencia de una fuerte cizalladura del este y aire seco, lo que provocó que la actividad de la tormenta eléctrica de Eloise se desplazara hacia el oeste. A pesar de la presencia de esta cizalladura y aire seco de nivel medio, Eloise continuó intensificándose, con la convección envuelta en una característica del ojo y el flujo de salida cada vez más definido, marcando la intensificación de Eloise en una tormenta tropical severa el 19 de enero, mientras se dirigía hacia el oeste hacia Madagascar.

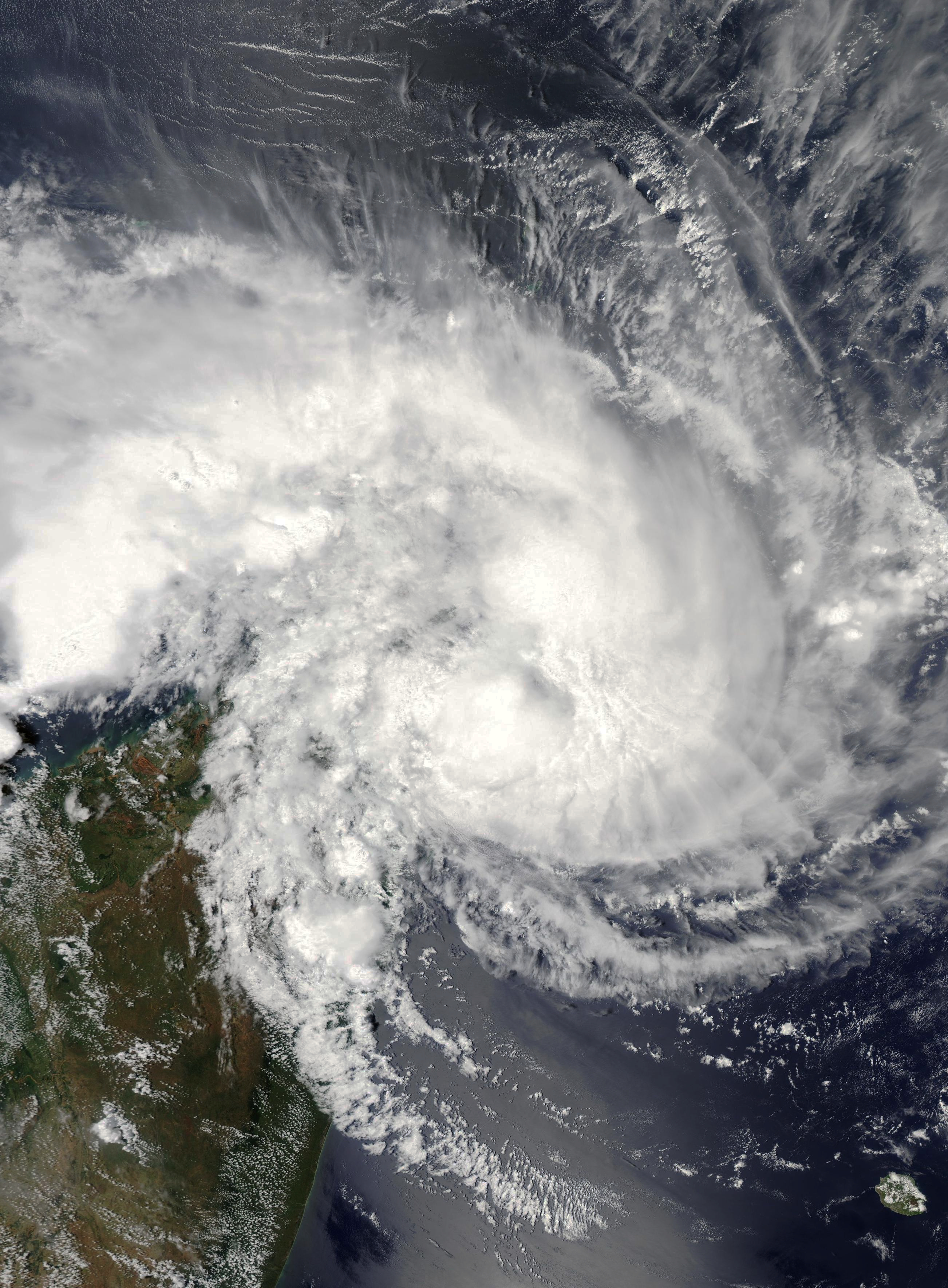
La tormenta tropical severa Eloise se acerca a tocar tierra en Madagascar el 19 de enero de 2021

Esta tendencia de intensificación no duró mucho tiempo, ya que Eloise hizo un pequeño giro hacia el norte y luego tocó tierra en Antalaha, Madagascar, mientras se debilitaba hasta convertirse en una tormenta tropical moderada, debido a la interacción terrestre con las montañas de Madagascar. Al día siguiente, Eloise se debilitó a una depresión tropical debido a la interacción con la tierra, con la convección profunda sobre su centro erosionada, aunque mantuvo la convección abocinada sobre el semicírculo norte.
El 20 de enero, Eloise emergió al canal de Mozambique, donde Eloise comenzó a reintensarse lentamente, con aguas cálidas, un ambiente húmedo, poca cizalladura, pero una divergencia débil en los niveles superiores que contribuyó a la tendencia de fortalecimiento lento de la tormenta. Sin embargo, cierta convergencia en los niveles superiores impidió que la convección se desarrollara rápidamente, aunque todos los demás factores fueron relativamente favorables. Poco después, la convergencia de niveles superiores comenzó a disminuir, lo que permitió que el sistema comenzara a fortalecerse rápidamente. El 21 de enero, el flujo de salida de Eloise se hizo robusto, aunque su fuerza fue limitada, debido a la interacción terrestre en el semicírculo norte de la tormenta, que tuvo los vientos más fuertes en el cuadrante sureste y sostuvo vientos mucho más débiles en otras partes. A pesar de la interacción sostenida con la tierra, Eloise se fortaleció, mejorando el flujo de salida hacia los polos y las características de las bandas envueltas en un ojo pequeño.
El 22 de enero, Eloise mejoró significativamente en organización a medida que avanzaba hacia el suroeste a través del Canal de Mozambique. Más tarde ese día, Eloise se fortaleció hasta convertirse en un ciclón tropical equivalente a Categoría 1 en la escala de huracanes Saffir-Simpson (SSHWS), a medida que se acercaba a la costa de Mozambique , dadas las condiciones favorables en la región. A principios del 23 de enero, Eloise se fortaleció aún más y alcanzó su punto máximo como un ciclón tropical equivalente a Categoría 2, con vientos sostenidos de 10 minutos de 150 km / h (90 mph), vientos sostenidos de 1 minuto de 165 km / h (105 mph), y una presión central mínima de 967 milibares (28,6 inHg), cuando la pared del ojo de la tormenta comenzó a moverse a tierra. Poco después, Eloise tocó tierra justo al norte de Beira, Mozambique, con la misma intensidad. Después de tocar tierra, Eloise se deterioró rápidamente, y la tormenta se debilitó de nuevo a una tormenta tropical moderada en 12 horas y el ojo desapareció por completo. A medida que la tormenta avanzaba tierra adentro, Eloise se debilitó rápidamente, debido a la interacción con el terreno accidentado y el aire seco. Más tarde ese día, Eloise se debilitó en una depresión tropical a medida que avanzaba hacia el interior. El 25 de enero, Eloise degeneró en un remanente bajo, y el MFR emitió su aviso final sobre el sistema, con la tormenta disipándose poco después.

## Preparativos

### Madagascar
Antes de tocar tierra, los trabajadores humanitarios y las autoridades de Madagascar coordinaron las actividades de preparación. El 19 de enero, la Oficina Nacional de Gestión de Riesgos y Desastres (BNGRC) organizó una reunión para prepararse para posibles evaluaciones y / o respuestas. Las autoridades diseñaron planes, incluidos planes de contingencia, planes de evacuación, centros de operaciones de emergencia y sistema de alerta temprana a nivel comunitario. También se planificaron evaluaciones aéreas utilizando un sistema de seguimiento geográfico y fotográfico para el impacto de la tormenta. Se activó el plan de contingencia local en el noreste del país y el sistema de alerta temprana a nivel comunitario. Hay existencias de emergencia disponibles en muchos distritos en las áreas de mayor riesgo. El 18 de enero, el Sistema Global de Alerta y Coordinación de Desastres (GDACS) le dio a la tormenta una alerta verde, que apuntaba a un impacto de viento de 0.5. Al día siguiente, GDACS actualizó la alerta de tormenta a una alerta naranja, lo que apuntaba a un impacto de viento de 1.5 más alto. Con Eloise aumentando las fuertes lluvias, se esperaban deslizamientos de tierra, inundaciones repentinas e inundaciones generalizadas. Además, se esperaban olas de hasta 6 m (20 pies) en Bahía de Antongil.

### Mozambique

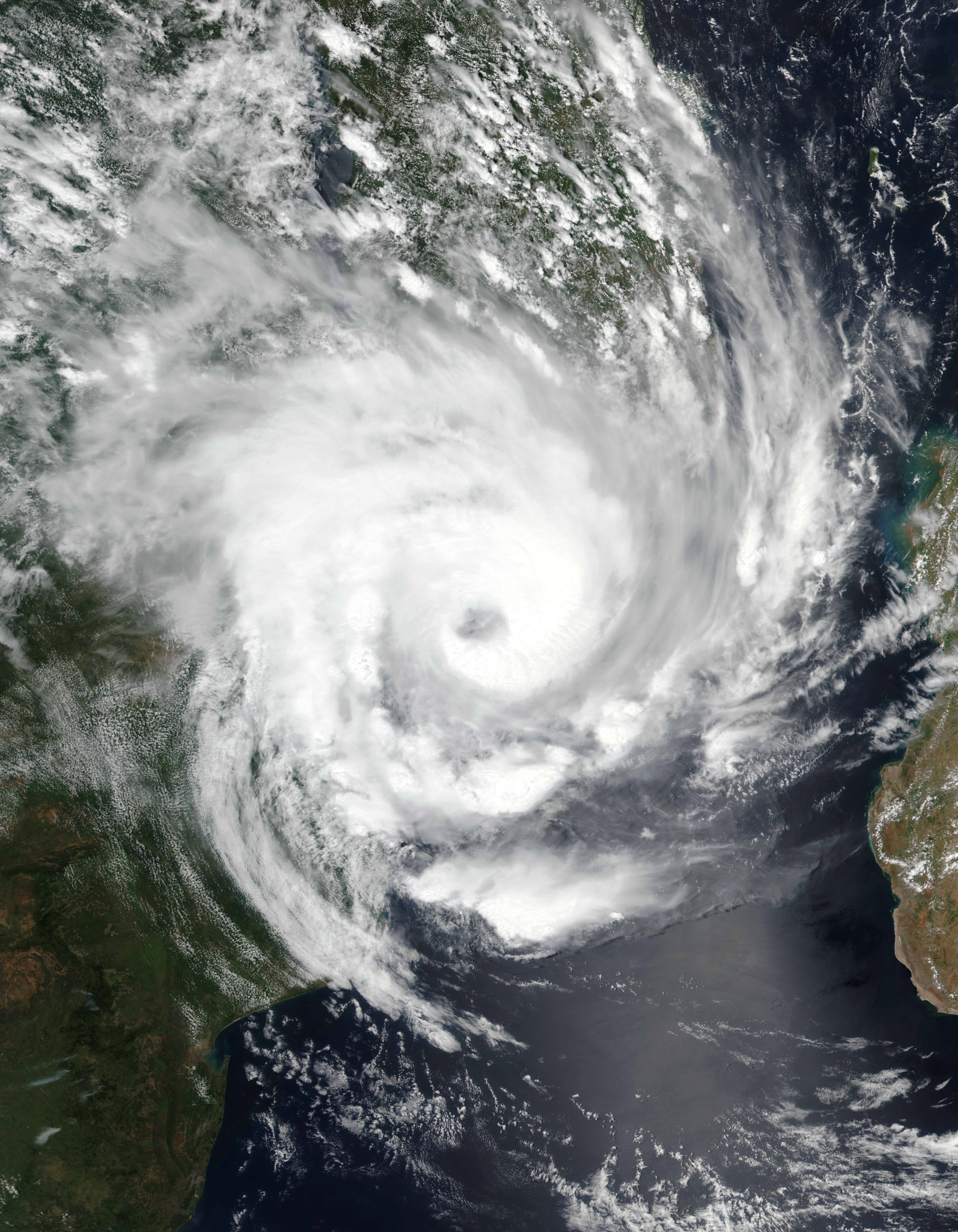
El ciclón tropical Eloise se aproxima a Mozambique el 22 de enero de 2021

Según el Instituto Meteorológico Nacional de Mozambique (INAM), se esperaba que Eloise tocara tierra en algún lugar entre las provincias de Inhambane y Gaza. Funcionarios gubernamentales han puesto en alerta máxima a Inhanombe y Mutamba en el sur de Mozambique y a las cuencas de Buzi y Pungoe en el centro de Mozambique. El recién creado Instituto Nacional de Gestión y Reducción del Riesgo de Desastres (INGD), que ha reemplazado al antiguo Instituto Nacional de Gestión de Desastres (INGC), siguió de cerca la trayectoria de Eloise y trabajó con socios humanitarios para prepararse para cualquier respuesta requerida. A media tarde del 22 de enero, las tiendas de Beira estaban cerradas y varias calles estaban inundadas por las lluvias provocadas por la tormenta que se aproximaba. El puerto de Beira permanecerá cerrado durante unas 40 horas, a la espera de vientos peligrosos y lluvias torrenciales. En la ciudad se había almacenado un suministro limitado de artículos de emergencia. Cientos de familias fueron evacuadas a dos centros de alojamiento y se encuentran refugiadas en tiendas de campaña. Las personas en los refugios necesitan kits de alimentos e higiene, así como protección contra COVID-19. El Instituto Nacional para la Gestión y Reducción del Riesgo de Desastres (INGD) de Mozambique informó que alrededor de 3.000 personas fueron evacuadas del distrito de Búzi.

### Sudáfrica
Según el Servicio Meteorológico de Sudáfrica, se espera que el norte de Limpopo, Mpumalanga y el norte de KwaZulu se vean afectados por fuertes lluvias que pueden durar hasta el lunes. El Servicio Meteorológico de Sudáfrica (SAWS) había puesto una advertencia amarilla de nivel 4 y naranja de nivel 9 hasta el 25 de enero por lluvias perturbadoras en las partes central y oriental de las provincias de Mpumulanga y Limpopo y en las partes noreste de la provincia de Kwazulu-Natal. El Departamento de Servicios Meteorológicos de Zimbabue había advertido sobre fuertes lluvias, inundaciones, vientos destructivos y relámpagos el 23 de enero en partes del país debido al ciclón tropical Eloise. Se esperaban inundaciones generalizadas y daños a la infraestructura relacionados con el agua. Sipho Hlomuka, una cooperativa de gobierno y asuntos tradicionales de KwaZulu-Natal, había puesto a los equipos de gestión de desastres en alerta máxima. Los equipos de gestión de desastres se pusieron en alerta máxima en Limpopo antes de los impactos esperados de los ciclones en la región.
Se emitieron nueves de alerta para Limpopo y Mpumalanga. Basikopo Makamu, MEC de Gobernanza Cooperativa de Limpopo, dijo que la SANDF estaba en espera para ayudar a rescatar a las personas que podrían quedar aisladas o atrapadas debido a Eloise. El equipo de respuesta a emergencias de Gauteng está en alerta. Han activado planes de contingencia para ayudar a Gauteng y otras provincias circundantes. SAWS ha emitido alertas rojas por lluvias perturbadoras en las áreas de Lowveld de las provincias de Limpopo y Mpumalanga, así como en las áreas del este de Highveld. Estos persistirán hasta el 25 de enero. El servicio meteorológico advirtió que las lluvias pueden aumentar los suelos saturados y empeorar las posibles inundaciones, deslizamientos de tierra y desprendimientos de rocas. Estos pueden interrumpir servicios esenciales, como alimentos, agua, saneamiento, electricidad y comunicaciones. El 27 de enero, SAWS emitió advertencias por desembarco perturbador entre el 26 y el 29 de enero. Esto incluyó una advertencia amarilla para la provincia occidental del noroeste y las porciones extremas del noreste de Northern Cape. Estos se extendieron al estado libre occidental y central.

### En otra parte
En Suazilandia, la Agencia Nacional de Gestión de Desastres (NDMA) determinó que la parte norte y este del país podría ser vulnerable al ciclón Eloise, con áreas de gran altitud de gran enfoque. Se iniciaron sistemas de alerta temprana y se elaboraron planes de evacuación a los centros de evacuación, además de otras medidas necesarias. El Consejo Municipal de Información Pública de Mbabane afirma que se limpiaron los desagües para evitar inundaciones y que se identificaron los árboles que amenazaban a las estructuras y a las personas. El Servicio de Policía Real de Suazilandia instó a los automovilistas a ser cautelosos y respetar el toque de queda de las 8:00 p. m. A las 4:00 a. m.
Tanto el Departamento de Cambio Climático como los Servicios Meteorológicos de Malaui y Mozambique señalaron que es poco probable que Malaui se vea afectado directamente por Eloise, pero que sufriría algunas lluvias. Además, los funcionarios emitieron advertencias de fuertes aguaceros y vientos fuertes. En Botsuana, los Servicios Meteorológicos del gobierno emitieron una advertencia por lluvias intensas, vientos fuertes e inundaciones localizadas el 24 de enero. El 22 de enero, el servicio informó que se esperaba que los remanentes de Eloise causaran lluvias intensas, vientos fuertes y relámpagos. Aconsejaron a la población que tomara precauciones.

## Impacto

### Madagascar
El 19 de enero, Eloise tocó tierra en la ciudad nororiental de Antalaha, Madagascar, como tormenta tropical. Eloise produjo fuertes lluvias, que tenían el potencial de provocar inundaciones y deslizamientos de tierra en el norte de Madagascar. Météo-France señaló el 20 de enero que las acumulaciones de 100 a 150 mm (3,9 a 5,9 pulgadas) eran posibles en 24 horas para las regiones del noroeste de Madagascar. A las 18:00 UTC del 19 de enero, las autoridades habían emitido una alerta roja (peligro inminente) para las regiones de Sava, Analanjirofo, Bealanana, Befandriana Avaratra y Mandritsara y una alerta amarilla (amenaza) para Toamasina I-II y Alaotra. Se han retirado todas las advertencias meteorológicas en Brickaville, Vatomandry, Mahanoro y Moramanga. Vientos fuertes, llegando cerca la fuerza del vendaval (64 km/h (40 mph) se extendió de norte a sur a lo largo de la costa noroeste de Madagascar. Mientras pasaba por Madagascar, Eloise intensificó algunos vientos monzónicos, generando precipitaciones de hasta 200 mm (7,9 in) en algunos lugares.
Aproximadamente 190 viviendas resultaron dañadas o destruidas por la tormenta. Eloise salió de Madagascar el 21 de enero, dejando una persona muerta en el país.

### Mozambique
Cuando salí, había agua por todas partes, hasta las rodillas, y árboles, cables eléctricos, tejas y cercas destruidas, esparcidas por las calles. Gracias a Dios, dejó de llover. Nunca pensé que tendría miedo. de agua, pero esto fue horrible
Chris Neeson, ONU de Beira

Apenas unas semanas después de que la tormenta tropical Chalane tocara tierra en el país, Eloise tocó tierra alrededor de las 2:30 a. m. (hora del Pacífico) con velocidades de viento de 160 km/h (99 mph). Debido a las inundaciones, los coches quedaron sumergidos en el agua; Las paredes de algunos edificios bajos se derrumbaron y se inundaron franjas de tierra en Beira, mientras que el suministro de energía se cortó porque Eloise dañó las líneas eléctricas y arrancó algunos postes de electricidad, señaló la empresa de energía eléctrica EDM.
La OIM Mozambique también informó que debido a las fuertes lluvias y la descarga de agua de la presa Chicamba y el embalse Manuzi, 19.000 personas se vieron afectadas en esa zona. Los ciclones provocan grandes inundaciones, que pueden ahogar a los animales y destruir sus entornos naturales. Cuando los animales más pequeños y los suministros de alimentos desaparecen o mueren, afecta a los animales más grandes porque ya no pueden encontrar suficiente comida.

Eloise se fortalece rápidamente y luego toca tierra en Mozambique a principios del 23 de enero

Al menos once personas murieron en el país. Desde el comienzo de las fuertes lluvias el 15 de enero, 21.500 personas se vieron afectadas y más de 3.900 acres de tierras agrícolas fueron dañadas o destruidas. Según un análisis satelital preliminar de UNOSAT que inspeccionó las provincias de Sofala y Manica, unos 2.200 km 2 de tierra parecían estar inundados, y las ciudades de Beira, Búzi y Nhamatanda tenían el mayor número de personas potencialmente expuestas a las inundaciones. Además, la lluvia afectó a 100.000 en los sitios de reasentamiento de Beira, que habían sido afectados por el ciclón Idai hace un año y la tormenta tropical Chalane sólo un par de semanas antes. Eloise destruyó en gran medida refugios temporales como tiendas de campaña y casas hechas con láminas de plástico. Algunas de las áreas más afectadas, como el distrito de Buzi, en las afueras de Beira, ya estaban sumergidas por días de fuertes lluvias antes de la llegada del ciclón, con inundaciones que consumían los campos y fluían por las calles de las aldeas. Los árboles grandes fueron arrancados de raíz y la totalidad de Beira quedó cubierta por agua el 23 de enero, mientras que finalmente se cortó la comunicación. Los residentes compararon los impactos del ciclón en gran medida con los de Idai en 2019. Antes de tocar tierra, 4.000 hogares se vieron afectados por las inundaciones en Buzi, otros 266 en Nhamatanda y 326 en Beira. Las provincias de Inhambane, Manica, Niassa, Sofala, Tete y Zambezia ya habían recibido entre 200 y 300 mm de lluvia desde el 9 de enero. Esto se agravó después de que Eloise tocó tierra. Las presas llegaron a un punto de inflexión, lo que generó preocupaciones de que podrían empeorar aún más las inundaciones en las áreas afectadas. Las vallas publicitarias se volcaron debido al viento y los ríos estallaron en sus orillas en la región. Los lugareños también expresaron temor de perder cosechas, ya que las inundaciones dañaron o destruyeron tierras de cultivo.
Más de 5.000 hogares en total resultaron dañados en Buzi, Dondo, Nhamatanda y Beira City, según los datos preliminares del gobierno. Específicamente, 1.069 fueron destruidos, 3.343 resultaron dañados y más de 1.500 se inundaron. Decenas de aulas resultaron dañadas o destruidas y al menos 26 centros de salud resultaron dañados. Se han inundado al menos 177 000 hectáreas de cultivos, como maíz, arroz, mandioca y otros (estas cifras pueden aumentar después de que se recopilen más datos). Las carreteras se volvieron intransitables en partes de las provincias de Sofala, Zambeze, Inhumana y Manica. El número de afectados en el país ascendió a 163.283 el 25 de enero, incluidos 6.859 desplazados. Las evaluaciones indicaron que la provincia de Sofala fue la más afectada, especialmente en los distritos de Buzi, Dondo y Nhamatanda, así como en la ciudad de Beira.
Debido a que los efectos psicológicos del impacto de Idai aún persisten, el apoyo mental para las personas afectadas fue fundamental. La tormenta desplazó al menos a 8.000 personas en todo el país. Algunas instalaciones humanitarias resultaron dañadas. Se destruyeron las herramientas agrícolas y las semillas. El 27 de enero, se estima que 74 centros de salud y 322 aulas resultaron dañados o destruidos. El 28 de enero, el número de viviendas afectadas ascendió a un total de 20.558. 6.297 fueron destruidas, 11.254 resultaron dañadas y 3.007 se inundaron. El número ascendió a 29.310 casas, con 17.738 destruidas, 8.565 dañadas y 3.007 inundadas. El número siguió aumentando para las aulas y los centros de salud; con 579 y 86 en necesidad de reparaciones respectivamente.

### Sudáfrica
Debido a las fuertes lluvias persistentes, las áreas bajas de Limpopo habían sufrido inundaciones leves y escombros que causaron el cierre de algunas carreteras. El río Mufongodi y Luvhuvu se desbordó. Los fuertes vientos derribaron árboles. Sin embargo, los municipios del distrito de eThekwini y uMgungundlovu solo experimentaron lluvias ligeras. Los equipos de gestión de desastres informaron que los asentamientos de KwaZulu-Natal, como Jozini, ya estaban sufriendo inundaciones. Julius Mahlangu, un pronosticador de SAWS, dijo que se esperaba que las lluvias cesasen el lunes por la mañana. El parque nacional Kruger cerró varias carreteras y campamentos cuando pasó el ciclón. Los ríos del parque se desbordaron. Bushveld evacuado previamentelos campamentos quedaron inaccesibles. Hubo informes esporádicos de casas e infraestructura dañadas. Las áreas de Gert Sibande y Dr Pixley Ka Isaka Seme también sufrieron fuertes lluvias. También se estaban controlando los niveles de agua de las presas para detectar posibles puntos de inflexión, y la presa Albasini tuvo que abrir sus compuertas.
Un niño de cinco años en la provincia oriental de Mpumalunga murió después de que las aguas de la inundación lo arrastraran, así como un niño de catorce años que se ahogó en KwaZulu-Natal. Los puentes y vehículos también quedaron sumergidos en las áreas afectadas; el distrito de Vhembe es el más afectado. La provincia recibió 150 mm de lluvia en menos de 16 horas. Después de una operación de dos días, Rescue SA descubrió el cuerpo de un hombre de 35 años que se había ahogado en el río Blyde. Una madre y su bebé fueron arrastrados mientras cruzaban un río inundado en Elukwatini, y un niño de un año se ahogó. Eastern Cape, Free State, Gauteng y Northern Cape experimentaron lluvias más altas que en 2020, según un informe publicado por AfriWX. Steven Vermaak, presidente de la Unión de Asuntos del Agua de Transvaal Land, dijo que el río Nyl, en Limpopo, corría por primera vez en 15 años. El 12 de febrero, en un boletín público del gobierno, se declaró el estado nacional de desastre, ya que los daños habían sido más graves de lo que se pensaba. Al menos 10 personas en Sudáfrica murieron por las devastadoras inundaciones provocadas por Eloise, mientras que se informó que otras 7 personas estaban desaparecidas.

### Zimbabue
En Zimbabue se produjeron inundaciones que dañaron viviendas y propiedades. La unidad de protección civil del país informó que habían sido arrastradas 3 personas, que se presumían muertas. Las partes afectadas del país también fueron gravemente afectadas por Idai en 2019. Las escuelas resultaron dañadas en los distritos de Chimanimani y Chipinge. Las comunidades cercanas al río Save se trasladaron a terrenos más altos debido al aumento del nivel del agua. Las represas de Manyuchi y Tugwi Mukosi comenzaron a desbordarse y las áreas río abajo se han puesto en alerta máxima. Las lluvias también provocaron un deslizamiento de tierra en Chipinge y Tanganda, con grandes rocas bloqueando algunas carreteras. Estos también dañaron al menos tres escuelas en toda la provincia. Las represas Watershed, Bangazzan y Mutakura estaban casi inundadas. En la provincia de Masvingo, los daños en las carreteras han obstaculizado el acceso de casi 170 personas que esperaban ser evacuadas en el distrito 34 de la aldea 21. Otras personas también necesitaban refugio y asistencia. En Harare , la capital de Zimbabue, 34 familias fueron evacuadas a dos escuelas secundarias en Budiriro y necesitaban suministros de emergencia. Deslizamientos de lodo también ocurrieron en las provincias de Manicaland, Mashonalandia Oriental, Mashonaland Central, Matabelelandia Meridional y Masvingo.
Más de 400 hogares resultaron dañados o destruidos en la provincia de Masvingo. La OIM informó que las represas en el distrito de Gutu habían alcanzado su capacidad máxima y había riesgo de inundaciones. Al 28 de enero, se ha informado de 349 casas dañadas o destruidas. En Chipinge, 190 hogares se vieron afectados en 7 distritos.

### En otra parte
En Suazilandia, se informó que la tormenta mató a dos personas. La mayoría de los ríos del país se inundaron y varias áreas están afectadas. Los caminos de grava y los puentes bajos han sido arrasados por las lluvias. Las provincias de Mncitsini, Manzana, Mangwaneni y Mpolonjeni informaron de deslizamientos de tierra y deslizamientos de tierra. Más de 1.500 personas se han visto afectadas en el país. Los sistemas de suministro de agua resultaron dañados.

## Secuelas

### Mozambique

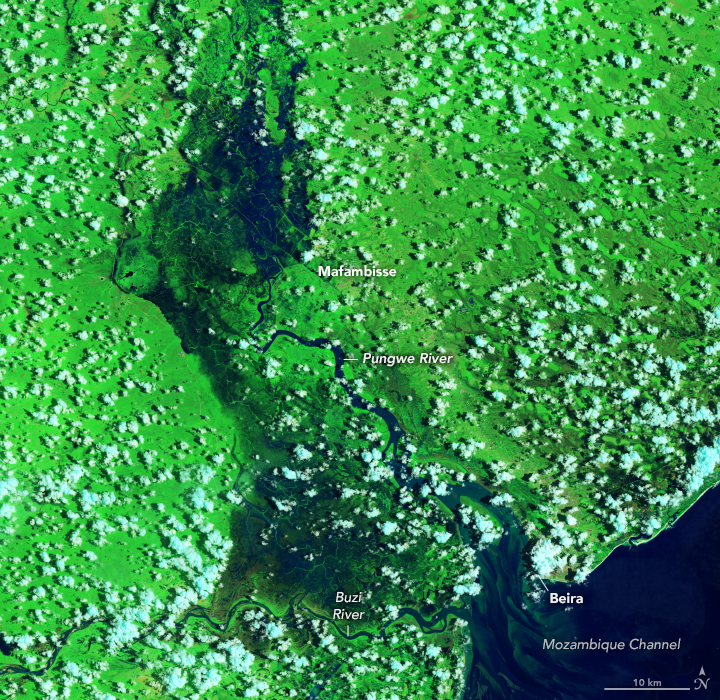
Imagen de satélite de las inundaciones en el centro de Mozambique el 30 de enero

Se enviaron equipos el 23 de enero para evaluar los daños en las líneas de transmisión y las torres de alta tensión, y para averiguar las reparaciones. El presidente Filipe Nyussi se dispuso a viajar a las zonas afectadas. El UNFPA entregó siete tiendas de campaña para que sirvieran como centros de salud temporales, así como espacios amigables para las mujeres. También están a la espera de entregar 500 kits de dignidad que contienen artículos esenciales para mujeres y niñas vulnerables. También se están enfocando en respuestas para ayudar a mitigar la violencia de género. Se dijo que al menos 8.000 personas estaban desplazadas en ese momento. Se abrieron más de 20 centros de alojamiento para que las personas se refugiaran. Este número luego aumentó a 32. La Federación Internacional de África envió cerca de 360.000 francos suizos para un fondo de ayuda en caso de desastre para ayudar a las familias afectadas.
El INGD desactivó nueve centros de alojamiento activados en los distritos de Dondo y Muasa. Los alimentos, las tiendas de campaña, el agua potable, los kits de higiene y muchos otros artículos tenían una necesidad crítica a medida que pasaba la tormenta. Hasta 10 personas vivían dentro de algunas carpas de emergencia al mismo tiempo. Más de 8.700 personas vivían en 16 refugios temporales en el puerto de Beira, debido a los daños causados por Eloise. El Ministerio de Relaciones Exteriores del Reino Unido dijo el 26 de enero que donarían £ 1 millón ($ 1,37 millones) para ayudar a la recuperación de Mozambique. También enviaron un equipo de socorristas para evaluar los daños y las necesidades humanitarias. El número de afectados fue de 248.481 con 16.693 desplazados, según datos del INGD, junto con un total de 17.000 viviendas. Se esperaba que las inundaciones en la cuenca baja del río Limpopo en el país alcanzaran su punto máximo alrededor del 26 o 27 de enero, según la FCDO. La OIM proporcionó jabón y cantidades limitadas de mascarillas de tela a los más vulnerables. También intentaron dar información sobre el distanciamiento social, pero las circunstancias del momento demostraron que era difícil. El primer ministro Carlos Agostinho do Rosário visitó la provincia de Sofala el 25 de enero y pidió a los residentes locales en áreas con riesgo de inundaciones aún mayores que evacuaran a terrenos más seguros. Más de 90.000 niños se vieron afectados. El apoyo psicosocial también fue de gran importancia. UNICEF entregó artículos domésticos y de higiene básicos colocados previamente, productos de purificación de agua y lonas de lona para hasta 20.000 personas.
El 29 de enero, la organización de ayuda internacional Food for Hungry (FN) anunció los detalles de su respuesta en Mozambique. Cubrió los distritos de Nhamatanda, Beira y Dondo en la provincia de Sofala, y planeó atender a 2.200 hogares de inmediato. Distribuyeron suministros muy necesarios para sobrevivientes, personal y voluntarios. La directora nacional de Mozambique de FH, Judy Atoni, dijo que trabajarán con organizaciones pares para desarrollar e implementar ayuda humanitaria a largo plazo. Según más datos preliminares publicados por INGD el 28 de enero, el número de personas afectadas siguió aumentando a medida que los equipos continuaron inspeccionando los daños, con un número de 314.369; se informó de un aumento significativo en el distrito de Buzi. Al menos 20.012 personas seguían buscando refugio en 31 refugios de alojamiento temporal en ese momento (30 en Sofala, 1 en Inhambane). Se trata de un ligero descenso desde el 27 de enero, donde 32 centros acogieron a 20.167 personas.
Los socios de VBG (UNFPA, Plan Int'l, IsraAid) distribuyeron 782 kits de dignidad a mujeres evacuadas y / o desplazadas. Se puso en marcha un mecanismo de remisión para protección urgente. La inundación en Búzi y sus alrededores fue comparable a un mar abierto. Algunas personas intentaron construir un refugio después de Idai en 2019 y sus intentos resultaron dañados o destruidos. Oxfam pidió apoyo internacional inmediatamente el 2 de febrero, diciendo que cualquier retraso de cualquier tamaño podría tener consecuencias desastrosas. En ese momento, necesitaban $ 3 millones para proporcionar agua potable, saneamiento e higiene a 52,600 personas en las áreas afectadas. Estimaron que más de 260.000 personas necesitaban urgentemente ayuda humanitaria. Los grupos de protección se han asegurado de que los líderes locales hayan asegurado la presencia de las necesidades básicas; como inodoros y apoyo para discapacitados y ancianos. Según un informe publicado el 3 de febrero, los datos satelitales preliminares revelaron que aproximadamente 1400 km 2 de tierra parecían estar inundados. Aproximadamente 80.000 personas estuvieron expuestas y/o vivieron cerca de áreas inundadas durante el 14 al 31 de enero. Al menos 10,00 edificios se ubicaron dentro o cerca de áreas inundadas. Los ciudadanos afirmaron que la crisis en la provincia de Cabo Delgado, que comenzó en 2017 y mató a más de 2.000 mozambiqueños, se ha agravado debido a las inundaciones provocadas por el ciclón. La seguridad de las mujeres y las niñas corría un mayor riesgo de verse dañada.

#### Daños a los cultivos y escasez de alimentos
Esto generó preocupación de que las familias no pudieran tener una alimentación adecuada durante mucho más tiempo de lo previsto originalmente. El PMA ha informado que tiene más de 640 toneladas métricas de alimentos disponibles en su almacén en Beira. La comida se iba a utilizar originalmente como parte de su respuesta en curso durante la temporada de escasez, pero en su lugar se utilizó para alimentar a los necesitados después del paso del ciclón. Un sobreviviente en Guara Guara afirmó que no había un espacio donde se pudiera cultivar. También dijeron que el distrito de Buzi tenía buen suelo y que la gente podía montar granjas en el distrito y regresar a Guara Guara durante la temporada de lluvias en marzo. Se ha prestado asistencia alimentaria a 13.045 al 29 de enero, por un total de 2.609 familias en todos los centros de alojamiento de la ciudad de Beira.

#### Enfermedad y riesgo de propagación
Debido a las condiciones provocadas por la tormenta, fue necesario el tratamiento de la malaria y la diarrea aguda. Los niños también estaban en riesgo de propagar enfermedades. El cólera, una enfermedad que ha afectado a África durante muchas décadas, era un riesgo para quienes se refugiaban. Los equipos de emergencia de UNICEF trabajaron con gobiernos y socios para brindar protección contra infecciones, como agua potable. Los trabajadores humanitarios advirtieron que COVID-19, debido a que se ignora el distanciamiento social y la limpieza, podría extenderse rápidamente y un alivio más lento. Marcia Penicela, directora de proyectos de ActionAid Mozambique, instó a que las personas salgan del peligro del virus y se les proporcionen las necesidades vitales. Los materiales de protección COVID-19 eran primordiales. Hubo una gran preocupación por los enfermos crónicos, ya que no pueden reunir los medicamentos que tanto necesitan. UNICEF proporcionó medicamentos esenciales para hasta 20.000 personas.

### Zimbabue
En Zimbabue, también es necesario distribuir suministros humanitarios. En el distrito de Bitika de la provincia de Masvingo, las evaluaciones preliminares realizadas por el Coordinador de Desarrollo del Distrito destacaron el agua y el saneamiento como preocupaciones serias para los sobrevivientes. Según los informes, la gente había bebido agua no potable después de que las inundaciones arrasaran los pozos. La nutrición y la alimentación también eran motivo de preocupación, ya que algunas madres habían comenzado a dejar de amamantar. En los pabellones 1-3 del distrito se solicitaron mantas, mosquiteros, bombas solares, artículos de higiene y bidones. Más de 1.000 personas se vieron afectadas. Tras el derrame de la presa Tugwi Mukosi, al menos 172 personas tuvieron que ser reubicadas en áreas más seguras. Zimbabue ha tenido un aumento en la disponibilidad de agua favorable para los cultivos y el ganado, debido a las lluvias abundantes y generalizadas. Sin embargo, también ha provocado una extensa lixiviación y anegamiento del suelo; esto podría afectar cualquier potencial de rendimiento de los cultivos, según FEWSNET.

### En otra parte
Se enviaron autoridades para evaluar la extensión de los daños en Sudáfrica. Para el 29 de enero, las fuertes lluvias persistían en el país, debido a los restos de Eloise. Los profesionales del desarrollo comunitario y otros funcionarios gubernamentales identificaron a 78 familias afectadas por inundaciones localizadas, la mayoría en el distrito de Vhembe. Representantes médicos, banqueros, profesores universitarios y empresarios se ofrecieron como voluntarios para ayudar en las operaciones de rescate en Mpumalanga y Limpopo. Se prestó apoyo a las unidades de conducción de la policía y a las unidades provinciales de gestión de desastres. Ayudaron a recuperar los cuerpos de un niño de cinco años y un hombre de 40 que fueron arrastrados por la inundación. Más de 1.000 personas se vieron afectadas en Suazilandia.